# Кубок обладателей кубков ЕКВ среди женщин 1984/1985
13-й розыгрыш Кубка обладателей кубков ЕКВ среди женщин проходил с 3 ноября 1984 по 10 февраля 1985 года с участием 19 клубных команд стран-членов Европейской конфедерации волейбола. Победителем в 3-й раз в своей истории и во 2-й раз подряд стала команда «Динамо» (Берлин, ГДР).

## Команды-участницы
| Страна       | Команда                       |
| ------------ | ----------------------------- |
| Австрия      | «Кауфхаус» (Инсбрук)          |
| Бельгия      | «Дендерхаутем» (Дендерлеу)    |
| Болгария     | «Академик» (София)            |
| Венгрия      | «Уйпешти Дожа» (Будапешт)     |
| ГДР          | «Динамо» (Берлин)             |
| Греция       | «Панатинаикос» (Афины)        |
| Израиль      | «Хапоэль» (Бат-Ям)            |
| Италия       | «Нельсен» (Реджо-нель-Эмилия) |
| Нидерланды   | АМВЙ (Амстелвен)              |
| Норвегия     | «Бергкамератене» (Конгсберг)  |
| Португалия   | «Атлетику» (Порту)            |
| СССР         | «Уралочка» (Свердловск)       |
| Турция       | «Арчелик» (Стамбул)           |
| Франция      | «КАСЖ Пари» (Париж)           |
| ФРГ          | «УСК Мюнстер» (Мюнстер)       |
| Чехословакия | «Славия» (Братислава)         |
| Швейцария    | БТВ (Люцерн)                  |
| Швеция       | «КФУМ Гётеборг» (Гётеборг)    |
| Югославия    | «Црвена Звезда» (Белград)     |

## Система проведения розыгрыша
В турнире принимают участие команды 19 стран-членов ЕКВ (представители национальных чемпионатов или Кубков своих стран). Турнир состоит из трёх раундов плей-офф и финального этапа. В раундах плей-офф команды делятся на пары и проводят между собой по два матча с разъездами. Победителем пары выходит команда, одержавшая две победы. В случае равенства побед победителем становится команда, имеющая лучшее соотношение партий по сумме обоих матчей. В случае равенства и этого показателя в дальнейшую стадию плей-офф выходит команда, имеющая лучшее соотношение игровых очков (мячей) по сумме матчей.
В 1-м раунде плей-офф участвуют 6 команд. 3 победителя пар 1-го раунда выходят в 1/8 финала, где к ним присоединяются 13 команд, освобождённых от участия в стартовом раунде. 
8 команд-участниц четвертьфинала плей-офф определяют четырёх участников финального этапа.
Финальный этап состоит из однокругового турнира, по результатам которого определяется итоговая расстановка мест.

## 1-й раунд
ноябрь 1984
 «Дендерхаутем» (Дендерлеу) —  «Бергкамератене» (Конгсберг)
3 ноября. 3:1 (14:16, 15:4, 15:6, 15:12).
10 ноября. 3:0 (15:5, 15:11, 15:12).
 БТВ (Люцерн) —  «Кауфхаус» (Инсбрук)
4 ноября. 0:3 (4:15, 10:15, 12:15).
.. ноября. 3:2.
 «Црвена Звезда» (Белград) —  «Хапоэль» (Бат-Ям)
4 ноября. 3:0 (15:4, 15:2, 15:7).
13 ноября. 3:0 (15:5, 15:5, 15:-).
От участия в первом раунде освобождены:
| «Академик» (София) «Уйпешти Дожа» (Будапешт) «Динамо» (Берлин) «Панатинаикос» (Афины) «Нельсен» (Реджо-нель-Эмилия) АМВЙ (Амстелвен) «Атлетику» (Порту) | «Уралочка» (Свердловск) «Арчелик» (Стамбул) «КАСЖ Пари» (Париж) «УСК Мюнстер» (Мюнстер) «Славия» (Братислава) «КФУМ Гётеборг» (Гётеборг) |

## 1/8 финала
декабрь 1984
 «Дендерхаутем» (Дендерлеу) —  «Динамо» (Берлин)
1 декабря. 0:3 (9:15, 10:15, 5:15).
.. декабря. 0:3 (1:15, 1:15, 5:15).
 «Уйпешти Дожа» (Будапешт) —  «Атлетику» (Порту)
1 декабря. 3:0 (15:6, 15:10, 15:3).
3 декабря. 3:0.
 «Панатинаикос» (Афины) —  «Уралочка» (Свердловск)
.. декабря. 0:3.
.. декабря. 0:3.
 «КФУМ Гётеборг» (Гётеборг) —  «УСК Мюнстер» (Мюнстер)
.. декабря. 3:2.
.. декабря. 0:3.
 «Академик» (София) —  «Црвена Звезда» (Белград)
1 декабря. 3:0 (15:12, 15:3, 15:9).
.. декабря. 3:2.
 «КАСЖ Пари» (Париж) —  «Кауфхаус» (Инсбрук)
1 декабря. 3:1 (15:12, 14:16, 15:9, 15:5).
.. декабря. 3:1.
 АМВЙ (Амстелвен) —  «Нельсон» (Реджо-нель-Эмилия)
1 декабря. 1:3 (15:8, 13:15, 11:15, 9:15).
8 декабря. 0:3 (15:17, 11:15, 10:15).
 «Славия» (Братислава) —  «Арчелик» (Стамбул)
2 декабря. 3:0 (15:4, 15:6, 15:4).
9 декабря. 3:0 (15:6, 15:5, 15:13).

## Четвертьфинал
январь 1985
 «Уйпешти Дожа» (Будапешт) —  «Динамо» (Берлин)
9 января. 0:3 (5:15, 3:15, 2:15).
.. января. -:3.
 «УСК Мюнстер» (Мюнстер) —  «Уралочка» (Свердловск)
9 января. 0:3 (4:15, 7:15, 5:15).
.. января. 0:3 (3:15, 3:15, 9:15).
 «КАСЖ Пари» (Париж) —  «Академик» (София)
9 января. 2:3 (10:15, 16:14, 15:13, 13:15, 11:15).
.. января. 0:3 (3:15, 12:15, 7:15).
 «Славия» (Братислава) —  «Нельсен» (Реджо-нель-Эмилия)
9 января. 1:3 (7:15, 12:15, 15:6, 9:15).
15 января. 1:3 (15:8, 8:15, 10:15, 8:15).

## Финал четырёх
8—10 февраля 1985.  Анкара.
Участники:
 «Академик» (София)

 «Динамо» (Берлин)

 «Нельсен» (Реджо-нель-Эмилия)

 «Уралочка» (Свердловск)

### Результаты
| М | Команда                       | 1   | 2   | 3   | 4   | И | В | П | С/П | О |
| - | ----------------------------- | --- | --- | --- | --- | - | - | - | --- | - |
| 1 | «Динамо» (Берлин)             |     | 3:2 | 3:0 | 3:0 | 3 | 3 | 0 | 9:2 | 6 |
| 2 | «Уралочка» (Свердловск)       | 2:3 |     | 3:0 | 3:0 | 3 | 2 | 1 | 8:3 | 5 |
| 3 | «Академик» (София)            | 0:3 | 0:3 |     | 3:1 | 3 | 1 | 2 | 3:7 | 4 |
| 4 | «Нельсен» (Реджо-нель-Эмилия) | 0:3 | 0:3 | 1:3 |     | 3 | 0 | 3 | 1:9 | 3 |

|        |                     |     |        |        |        |        |       |
|        |                     |     |        |        |        |        |       |
| 8.02.  | Динамо — Нельсен    | 3:0 | (15:2, | 17:15, | 15:3)  |        |       |
| 8.02.  | Уралочка — Академик | 3:0 | (15:9, | 15:4,  | 15:4)  |        |       |
| 9.02.  | Динамо — Академик   | 3:0 | (15:6, | 15:1,  | 15:0)  |        |       |
| 9.02.  | Уралочка — Нельсен  | 3:0 | (15:9, | 15:7,  | 15:5)  |        |       |
| 10.02. | Академик — Нельсен  | 3:1 | (15:9, | 13:15, | 17:15, | 15:13) |       |
| 10.02. | Динамо — Уралочка   | 3:2 | (5:15, | 15:9,  | 15:5,  | 11:15, | 15:8) |

### Итоги

#### Положение команд
| «Динамо» (Берлин)                |
| «Уралочка» (Свердловск)          |
| «Академик» (София)               |
| 4. «Нельсен» (Реджо-нель-Эмилия) |

#### Призёры
«Динамо» (Берлин): Инес Пианка, Катрин Лангшвагер, Моника Бой, Хайке Йенсен, Майке Арльт, Рамона Ландграф, Ариане Радфан, Констанц Радфан, Грит Науман, Силке Ягер, Силке Шотт, Уте Дроппельман. Главный тренер — Зигфрид Кёлер.
  «Уралочка» (Свердловск): Елена Волкова, Лариса Капустина, И.Карпушина, Татьяна Кафтайлова, Татьяна Кибирева, Ирина Кириллова, Татьяна Колбасова, Светлана Корытова, Валентина Огиенко, Ирина Смирнова, Елена Хакимова, Елена Чеснокова. Главный тренер — Николай Карполь.
  «Академик» (София): Златанова, Царева, Ан. Иванова, Маринова, Танчева, Гаргова, Проданова, Ив. Георгиева, Ненова, … Главный тренер — Венелин Пашов.